# Astrid Ana Kljun
Astrid Ana Kljun, slovenska glasbenica; * 24. januar 1996, Celje.
Astrid Ana Kljun se je rodila v Celju. Glasbeno izobraževanje je začela na Glasbeni šoli Frana Koruna Koželjskega v Velenju, kjer je končala devet razredov harfe in nato svoje znanje igranja harfe izpopolnjevala pri eminentnih profesorjih. Leta 2010 se je vpisala na Škofijsko gimnazijo Antona Martina Slomška in Konservatorij za glasbo in balet v Mariboru, kjer je zaključila tri letnike harfe. Iz inštumenta je maturirala leta 2016 ter nato obiskovala dodiplomski program harfa na Akademiji za glasbo v Ljubljani. Leta 2006 je pričela obiskovati tudi Glasbeno šolo Rista Savina v Žalcu, kjer je dokončala tri razrede nižje glasbene šole solopetja. Leta 2014 je bila sprejeta na Akademijo za glasbo v Ljubljani, kjer je obiskovala magistrski program petja pri profesorici Pii Brodnik. Iz klasičnega petja je na Akademiji za glasbo v Ljubljani magistrirala leta 2019. V študijskem letu 2017/18 je uspešno opravila Avdicijo za solistične nastope z orkestrom. Leta 2019 je prvič nastopila s simfoničnim orkestrom ljubljanske Opere.
Dejavna je tudi na področju popularne glasbe. Leta 2020 je spoznala Tomaža Zupančiča, ki je kasneje postal njen producent in partner. Od takrat sta izdala več singlov (»Stanovanje«, »Devojke« in »Hej, Julie«) ter svoj prvi minialbum Triptich s tremi pesmimi v treh jezikih: »Kostarika«, »Berlin« in »Seme«. Leta 2023 sta Astrid in Tomaž ustanovila glasbeno skupino, kasneje imenovano Astrid & The Scandals, v kateri Astrid poje ter igra električno harfo. Skupina je izdala singla »Dry Out« in »Release me« ter svoj debitantski album 18:48. V skupini sta poleg Astrid in Tomaža še Luka Flegar in Anže Knez. Skupina je bila leta 2024 na evropski turneji.
Leta 2024 je Astrid postala ena izmed devetih finalistk nagrade HEMI. S skupino Astrid & The Scandals je nastopila na Emi 2025 in s skladbo »Touché« zasedla tretje mesto.

## Zasebno
Ima hčer Avo Sofijo. Je v razmerju s Tomažem Zupančičem, ki je tudi spremljevalni član njune glasbene skupine Astrid & The Scandals, hkrati pa tudi član skupine Mrfy.